# Aruba Aloe Factory
Die Aruba Aloe Factory mit Sitz in Hato, östlich von Tanki Leendert ist eines der ältesten, heute noch bestehenden, Unternehmen auf der Insel Aruba.

## Geschichte
Im Jahr 1890 wurde das Unternehmen von dem Aloen-Plantagenbetreiber Cornelius Eman als Aruba Aloe Balm N.V. gegründet und wird bis heute im Familienbesitz weitergeführt. Die Plantage hatte damals eine Fläche von 150 Hektar. Auf zwei Dritteln der Inselfläche wurden in den 1920er Jahren Aloen angebaut und weiterverarbeitet. Es war damals der Haupterwerbszweig der ländlichen Bevölkerung auf der Insel. Der Aloe-Vera-Anbau stellt Arubas erste Quelle von Wohlstand nach der Zeit der Goldgewinnung auf Aruba dar.
Das Firmenlabel “World's Finest Aloe® Since 1890” steht unter Markenschutz. Die Aruba Aloe Factory betreibt allein auf der Insel heute 15 Filialen, eigene große inselweite Aloenfelder und ein Aloen-Museum in Hato beim Werksgelände. Darüber hinaus exportiert die Aruba Aloe Factory ihre Produkte weltweit.

## Trivia
Das Museum und die Fabrik mit Aloe-Schneideraum, Lagerraum und Testlabor kann bei freiem Eintritt besucht werden. Ein kurzer historischer Rundgang erzählt eine visuelle Geschichte der Domestizierung der Aloe-Pflanze auf Aruba, die so wichtig war, dass die Insel auch Aloe-Insel genannt wurde. Die Führungen werden in Englisch, Niederländisch, Spanisch und Papiamento (Muttersprache auf Aruba) durchgeführt. Sonntags ist das Museum samt Verkaufsraum ebenfalls geöffnet, es finden an diesem Tag jedoch keine Führungen statt.

## Produkte
(Auszug)
- Medizinische Gelcreme, Markennamen Alhydran[3]
- Aloe-Gesichts- und Hautpflegemittel
- Aloe-Sonnenschutz
- Haarpflege

Das uralte Naturheilmittel ist seit einigen Jahren zu größtem Ruhm gelangt. Mittlerweile enthalten viele medizinische und kosmetische Produkte Extrakte der Aloen.

## Wirtschaftliche Bedeutung
Die Aloe wurde auf Aruba seit Mitte 1800 angebaut. Das Klima und die trockene Erde sind besonders geeignet für die Aloe-Kultur. Die Pflanze der Aruba Aloe hat einen Aloin-Gehalt von rund 22 %, während der Gehalt an Aloin im Rest der Welt bei 15 % liegt. Anfang 1900 wurde die erste dampfbetriebene Kochanlage von dem Franzosen Louis Bazin installiert.
Im 19. Jahrhundert war Aruba der Hauptlieferant von Aloin-Harz, das hauptsächlich für die Herstellung von Abführmitteln verwendet wurde. Das Harz enthält das Glykosid Aloin. Diese Wirkung ist wissenschaftlich abgesichert und hat dafür auch eine Zulassung als Arzneimittel. Zur Herstellung des Arzneimittels „Aloe“ wird die Pflanze Aloe socotrina verwendet.
Das Aloin wurde ins Ausland gebracht. Der Aruba-Anteil im Export im gesamten Weltmarkt des Aloe-Vera-Harzes war mehr als 90 % in der damaligen Zeit, vor der Ankunft der Ölindustrie, Aloe bedeutete eine angemessene Einkommensquelle, vor allem für die kleinen „cunucero“ (Bauer). Die Ankunft der Ölindustrie hatte einen großen Einfluss auf den Arbeitsmarkt auf Aruba und die Aloe-Kultur trat ein wenig in den Hintergrund. Erst nach dem Zweiten Weltkrieg wurde die Aloe-Kultur wieder aufgenommen. Im Jahr 1951 betrug die Produktion von Aruba Aloe wieder rund 30 % der gesamten Weltproduktion.